# Gubug (Tabanan)
Gubug is een bestuurslaag in het regentschap Tabanan van de provincie Bali, Indonesië. Gubug telt 5274 inwoners (volkstelling 2010).